# لیسیو روستی
لیسیو روستی (انگلیسی: Licio Rossetti؛ ۱ نوامبر ۱۹۲۵ – ۱۰ دسامبر ۱۹۹۳ (۶۸ ساله)) بازیکن فوتبال اهل ایتالیا بود.
از باشگاه‌هایی که در آن بازی کرده‌است می‌توان به باشگاه فوتبال اینتر میلان، باشگاه فوتبال پیاچنزا، باشگاه فوتبال روبور سیه‌نا، باشگاه فوتبال تریستیانا، و باشگاه فوتبال جنوآ اشاره کرد.